# IC 5278
IC 5278 ist eine Spiralgalaxie vom Hubble-Typ Sd im Sternbild Aquarius auf der Ekliptik. Sie ist schätzungsweise 158 Millionen Lichtjahre von der Milchstraße entfernt.
Das Objekt wurde am 3. Dezember 1894 von Herbert Howe entdeckt.